# Asha Bhosle

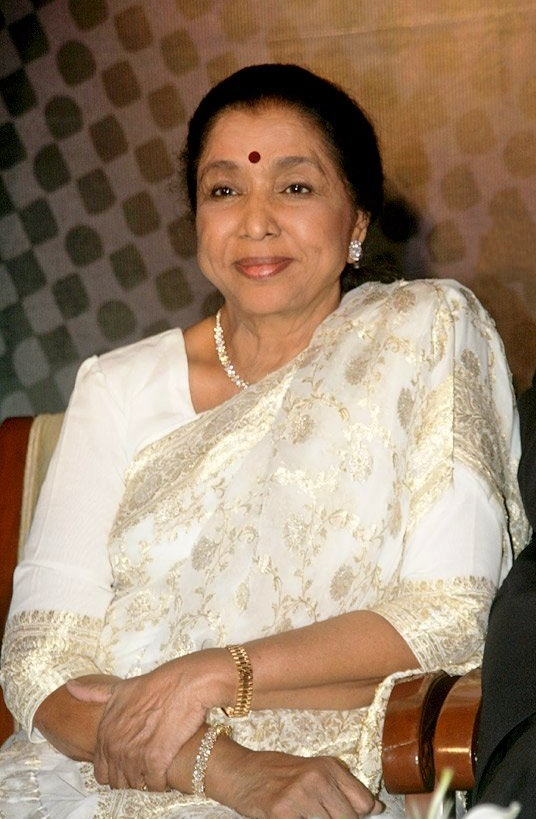
Bhosle im Jahr 2008

Asha Bhosle (geboren Asha Mangeshkar; Marathi: आशा भोसले, Āśā Bhosle; * 8. September 1933 in Satara, Maharashtra) ist eine indische Sängerin. Sie singt Ghazals, Bhajans sowie Lieder Rabindranath Thakurs und Kazi Nazrul Islams und ist insbesondere für ihre Filmsongs bekannt. Gemeinsam mit ihrer älteren, 2022 verstorbenen Schwester Lata Mangeshkar dominierte sie den weiblichen Playbackgesang indischer Filme über mehr als drei Jahrzehnte und nahm bislang Lieder für mehr als 1000 Filme in vielen indischen Sprachen auf.

## Leben und Karriere
Sie wuchs in Kolhapur auf und erhielt zusammen mit ihrer Schwester Lata klassischen Gesangsunterricht vom Vater Deenanath Mangeshkar, einem Theaterschauspieler und Sänger. Auch ihre beiden jüngeren Geschwister Usha und Hridaynath wurden Sängerin beziehungsweise Komponist und Sänger.
Ihr Filmdebüt hatte Asha 1948 mit Aufnahmen für Ravindra Daves Chunaria, ihr erstes Solostück sang sie in Raat Ki Rani (1949) von Jagdish Sethi. Sie stand anfangs noch in der zweiten Reihe indischer Filmmusiksängerinnen hinter Geeta Dutt, Shamshad Begum und ihrer Schwester Lata, doch die als modern geltende nordamerikanische Jazzmusik hatte in den 1950er Jahren starken Einfluss auf die indischen Filmmusikkomponisten und auch auf den Gesangsstil. Asha Bhosle erwies sich in dieser Zeit als talentierte Interpretin dieser Musik und entwickelte sich zu einer der wichtigsten Vertreterinnen ihrer Branche. Zu den bekanntesten von Asha Bhosle interpretierten Stücken dieses Stils gehört Ina Mina Dika des Komponisten C. Ramchandra aus dem Film Aasha (1957) von M. V. Raman. Im selben Jahr hatte sie auch mit Omkar Prasad Nayyars Stücken für den Film Naya Daur Erfolg. Bis in die frühen 1970er Jahre war sie Nayyars wichtigste Sängerin; sie arbeitete aber auch häufig mit den Komponisten Khayyam und Ravi zusammen.
Bhosles Duettpartner waren meist Mohammed Rafi oder Kishore Kumar. Mit Kumar sang sie insbesondere in den 70er und 80er Jahren zu elektronisch beeinflusster Pop- und Diskomusik von Rahul Dev Burman, mit dem sie in zweiter Ehe von 1980 bis zu dessen Tod 1994 verheiratet war. Die Arbeit mit Burman begann 1966 bei den Aufnahmen für den Film Teesri Manzil.
Bei Umrao Jaan (1981) und Ijazaat (1987) sang sie Lieder von Khayyam und wurde mit nationalen Filmpreisen ausgezeichnet. Bhosle blieb anders als ihre Schwester Lata auch in den 1990er Jahren aktiv. Sie sang in diesem Jahrzehnt unter anderem für Rangeela (1995), Dil To Pagal Hai (1997) und Taal (1999). Sie nahm Lieder Ilaiyaraajas und A. R. Rahmans auf, darunter für Lagaan (2001). Im Tamilischen Film sang sie zuletzt in Chandramukhi (2005). Bis 2007 trat sie gelegentlich noch live auf.

## Auszeichnungen
Asha Bhosle wurde mit zahlreichen Filmpreisen geehrt. Sieben Mal wurde sie als beste Playbacksängerin mit einem Filmfare Award ausgezeichnet, 1982 und 1988 erhielt sie National Film Awards, 2001 den Dadasaheb Phalke Award und 2008 wurde ihr der zweithöchste indische Zivilorden Padma Vibhushan verliehen.

## Zusammenarbeit mit anderen Musikern
Sie sang Anfang der 90er Jahre für das Lied Bow Down Mister des britischen Sängers Boy George. Gemeinsam mit dem Kronos Quartet spielte sie 2005 ein Album mit Liedern von Rahul Dev Burman ein. An den Aufnahmen waren auch der Tabla-Spieler Zakir Hussain und die Pipa-Spielerin Wu Man beteiligt.
1995 nahm Asha Bhosle zusammen mit dem Sarod-Spieler Ali Akbar Khan in Kalifornien nordindische klassische Musik auf. Sie sang auf dem Album Legacy 11 Kompositionen im Stil des Seni Gharana, der von Ali Akbar Khan gepflegten Musiktradition, und eine Huldigung an den Meister als formale Voraussetzung für das Erlernen dieser Musikstücke. In einer speziellen Zeremonie (gandabandan) erklärte sie ihn zu ihrem Lehrmeister. Die beiden hatten einmal zuvor 1952 zusammengearbeitet. Bei dem Film Aandhivan war Ali Akbar Khan Komponist und Dirigent der Filmmusik, die von Asha Bhosle und ihrer Schwester gesungen wurde.

## Sonstiges
Das Lied Brimful of Asha der Britpop-Gruppe Cornershop ist eine Reverenz an Asha Bhosle.